# Tochtepec
Tochtepec es una localidad del estado mexicano de Puebla. Es cabecera del municipio de Tochtepec.

## Demografía
| Gráfica de evolución demográfica |
|                                  |

| Censo | Población |
| ----- | --------- |
| 1900  | 1 416     |
| 1910  | 1 706     |
| 1921  | 1 151     |
| 1930  | 1 119     |
| 1940  | 1 243     |
| 1950  | 1 524     |
| 1960  | 1 917     |
| 1970  | 2 304     |
| 1980  | 3 828     |
| 1990  | 4 233     |
| 1995  | 5 273     |
| 2000  | 5 561     |
| 2005  | 5 978     |
| 2010  | 6 615     |
| 2020  | 7 443     |